# 叠茵庭
叠茵庭（英語：Parkland Villas）位於香港新界屯門北部，是恒基兆業地產建設的私人屋苑，屋苑鄰近港鐵屯馬綫兆康站，可步行5分鐘前往。

## 地理位置
叠茵庭位於香港新界屯門屯安里1號，屯門市地段第377號餘段，屯門第52區（虎地），東面為青山公路嶺南段，西面為屯門公路。在行政區域劃分為新界、新界西、屯門區，區議會選區為景峰。2009年度小一統一派位之校網編號為71。

## 規格
整個屋苑佔地逾225,000平方呎，屋苑合共9座樓宇，每座有24層，每層有8個住宅單位，建築面積由536-830呎。每座樓宇有3台升降機和2條逃生通道。
屋苑共分兩期興建，1999年12月31日建成第1期（第1-6座），合共1,152個住宅單位；2001年1月31日建成第2期（第7-9座），合共576個住宅單位。
屋苑共有3個出入口，分別為屋苑大閘及兩個穿梭大堂，屋苑大閘位於屯安里，供行人及車輛出入；而穿梭大堂則位於青山公路嶺南段及屯富路，此兩個穿梭大堂各由兩部升降機連接至屋苑平台。
基座1至3層為停車場，3樓172個2樓95個1樓220個，總數合共487個，另設有45個時租停車位。

## 住客會所設施
- 健身室
- 桑拿浴室
- 桌球室
- 兒童遊戲室
- 舞蹈室
- 閱讀室
- 多用途室
- 卡拉OK室
- 閒坐間

## 花園廣場設施
- 室外游泳池
- 兒童嬉水池
- 按摩浴池
- 園林日光曬台
- 網球場
- 兒童遊樂場
- 園藝花園
- 寵物樂園

## 物業管理
疊茵庭的物業管理由發展商轄下的偉邦物業管理負責。

## 鄰近建築
- 兆康苑
- 聚康山莊
- 富泰邨
- 屯門醫院
- 嶺南大學
- 嶺南大學室外運動場
- 清涼法苑
- 極樂寺
- 神召神學院
- 香港中華煤氣屯門北煤氣調壓及檢管站
- 水務署屯門（青山）濾水廠